# Бейтс, Пэдди Рой
Пэдди Рой Бейтс (англ. Paddy Roy Bates; род. 29 августа 1921 — 9 октября 2012) — британский подданный, провозгласивший себя 2 сентября 1967 года главой созданного им же виртуального государства Силенд, занимающего бывшую искусственную военно-морскую платформу противовоздушной обороны «Рафс Тауэр», построенную в 1942 году в Северном море вблизи побережья Великобритании и заброшенную в 1956 году. В прошлом радиожурналист, ведущий на пиратской радиостанции, майор британской армии. Титуловал себя «Генерал-адмирал Силенда князь Рой I Бейтс», свою семью объявил «княжеской династией» Силенда.

## Биография
Родился в 1921 году в Лондоне, Англия. Служил в Британской армии, дослужившись до звания майора. Затем был рыбаком, до того как начал работать на пиратской радиостанции. Женат, его жену зовут Джоан. У Пэдди Роя двое детей: Пенелопа (1950) и Майкл (1952), с юных лет ставший «сподвижником» отца.
В 1965 году Бейтс вытеснил сотрудников «Radio City» из «Нок Джон Тауэр», бывшей военно-морской платформы ПВО времён Второй мировой войны. Используя оставшийся на платформе со времён войны американский армейский радиомаяк, Бейтс сумел создать там собственную радиостанцию. С 1965 по 1966 годы его станция, названная им «Radio Essex», стала первой пиратской радиостанцией с эфиром на протяжении 24 часов в сутки. В октябре 1966 года он изменил название станции на «Britain’s Better Music Station (BBMS)», после чего был признан виновным в нарушении первой части закона о «беспроводном телеграфе» — Wireless Telegraphy Acts. Бейтс был оштрафован на 100 фунтов за продолжение вещания. В итоге на Рождество 1966 года его пиратская станция перестала выходить в эфир.
После этого Бейтс перебрался на соседний «Рафс Тауэр», ещё одна бывшая платформа ПВО находящаяся за границей территориальных вод Великобритании, но, несмотря на наличие необходимого оборудования, больше не выходил в эфир. 14 августа 1967 года в силу вступил закон Marine, &c., Broadcasting (Offences) Act 1967, запрещающий радиовещание с морских платформ, таких как та, на которой обосновался Бейтс. 19 дней спустя, 2 сентября 1967 года, он провозгласил создание независимого от Великобритании «княжества» Силенд, объявив себя его правителем.
Ронан О’Рэйли, ведущий с другой пиратской радиостанции, «Radio Caroline», вместе с небольшой группой людей предпринял попытку взять платформу Бейтса штурмом, но Бейтс, его сын Майкл и другие их товарищи использовали бутыли с зажигательной смесью, чтобы остановить их. Когда британский флот подошёл к платформе, зафиксировав бой, он был встречен предупредительными выстрелами в воздух Майкла, сына Бейтса, который утверждал, что они вошли в территориальные воды Силенда.
Бейтс и его сын были арестованы и обвинены в незаконном владении оружием, однако суд 25 ноября 1968 года отклонил иск, сославшись на то, что не обладает юрисдикцией решать международные дела, поскольку платформа формально располагалась за пределами территориальных вод Великобритании. Бейтс воспринял это как де-факто признание независимости его виртуального государства и семь лет спустя придумал для него флаг, герб, гимн и Конституцию.
В 1977 году он отошёл от дел, однако остался «князем». В 1999 году отрёкся от «престола» в пользу своего сына. Последние годы жизни Бейтс проживал в качестве пенсионера в Англии. После отречения князя Роя княжеством «управлял» его сын Михаил I Бейтс как «принц-регент», на деле также проживающий в Великобритании. После смерти отца Михаил стал правящим князем Силенда.
9 октября 2012 года князь Рой I Бейтс скончался от болезни Альцгеймера в возрасте 91 года в доме престарелых в графстве Эссекс (Великобритания).